# Westernport Highway
Der Westernport Highway ist eine Fernstraße im Süden des australischen Bundesstaates Victoria. Sie verbindet den South Gippsland Freeway und den South Gippsland Highway in Dandenong mit der Frankston Flinders Road nördlich von Hastings. Damit stellt er eine Verbindung von den südöstlichen Vororten von Melbourne mit der Westküste des Western Port her.

## Geschichte
Der Westernport Highway wurde in den 1960er-Jahren als zweispurige Straße unter dem Namen Lyndhurst Road angelegt und wurde in den 1990er-Jahren zwischen dem South Gippsland Freeway und der Cranbourne Frankston Road nach und nach zu einem vierspurigen Highway mit Mittelstreifen ausgebaut, weil der Frachtverkehr dramatisch zunahm.
VicRoads plant zurzeit für diese Strecke eine Ausbau auf Freeway-Standard mit höhenfreien Anschlüssen der Glasscocks Road, der Thompsons Road (S6), der Hall Road und der Cranbourne Frankston Road (S4).

## Verlauf
Der Highway beginnt außerhalb von Lyndhurst, wo der alte South Gippsland Highway (S180) auf den neuen South Gippsland Freeway (M420) trifft. Der Westernport Highway ist übergangslos an den South Gippsland Freeway angeschlossen. Er verläuft als vierspurige Straße mit Mittelstreifen Richtung Süden, überquert die Eisenbahnlinie nach Cranbourne, eine Ampelkreuzung und fünf Kreisverkehre.
An der Cranbourne Frankston Road wird der Highway zweispurig und ist als A780 bezeichnet. Er durchzieht einen weiteren Kreisverkehr und endet schließlich an der Frankston Flinders Road (C777), 2 km nördlich von Hastings.

## Straßennummerierung
- vom South Gippsland Freeway bis zur Cranbourne Frankston Road
- von der Cranbourne Frankston Road bis zur Frankston Flinders Road

## Wichtige Kreuzungen und Anschlüsse
| Westernport Highway |                                |                               |                                                        |
| Anschlüsse Richtung Norden | Entfernung nach Melbourne (km) | Entfernung nach Hastings (km) | Anschlüsse Richtung Süden                              |
| Ende Westernport Highway weiter als South Gippsland Freeway nach Melbourne                                                                                  | 42                             | 32                            | Beginn Westernport Highway vom South Gippsland Freeway |
| Dandenong, Hampton Park South Gippsland Highway | 42                             | 32                            | Beginn Westernport Highway vom South Gippsland Freeway |
| Monash Drive | 42,8                           | 31,2                          | Northey Road                                           |
| Monash Drive | 42,8                           | 31,2                          | UNITED SERVICE CENTER                                  |
| EISENBAHNLINIE NACH CRANBOURNE | 43,4                           | 30,6                          | EISENBAHNLINIE NACH CRANBOURNE                         |
| Moreton Bay Boulevard | 44,2                           | 29,8                          | SHELL SERVICE CENTER                                   |
| Moreton Bay Boulevard | 44,2                           | 29,8                          | Moreton Bay Boulevard                                  |
| Glasscocks Road | 44,9                           | 29,1                          | Glasscocks Road                                        |
| Carrum, Berwick Thompsons Road | 46,6                           | 27,4                          | Cranbourne, Carrum Thompsons Road                      |
| Carrum, Berwick Thompsons Road | 46,6                           | 27,4                          | BP SERVICE CENTER                                      |
| Carrum Downs, Cranbourne Hall Road | 50                             | 24                            | Cranbourne, Carrum Downs Hall Road                     |
| BP SERVICE CENTER | 50                             | 24                            | APCO SERVICE CENTER                                    |
| Skye, Seaford Ballarto Road | 51,5                           | 22,5                          | Skye, Seaford Ballarto Road                            |
| Start | 53                             | 21                            | Ende                                                   |
| Frankston, Cranbourne Cranbourne-Frankston Road | 53                             | 21                            | Cranbourne, Frankston Cranbourne-Frankston Road        |
| Ende | 53                             | 21                            | Beginn                                                 |
| Cranbourne South Browns Road | 54                             | 20                            | Cranbourne South Browns Road                           |
| North Road | 57                             | 17                            | North Road                                             |
| Robinsons Road | 59                             | 15                            | Robinsons Road                                         |
| Baxter, Tooradin Baxter-Tooradin Road | 61                             | 13                            | Tooradin, Baxter Baxter-Tooradin Road                  |
| Somerville Eramosa Road East | 63                             | 11                            | Somerville Eramosa Road East                           |
| Mornington, Tooradin Bungower Road | 65                             | 9                             | Mornington Bungower Road                               |
| Tooradin Tyabb-Tooradin Road | 67                             | 7                             | Tooradin Tyabb-Tooradin Road                           |
| Beginn Westernport Highway | 70                             | 4                             | Ende Westernport Highway                               |
| Kreisverkehr (im Uhrzeigersinn vom Highway) Denham Road Frankston-Flinders Road nach Hastings und Flinders Frankston-Flinders Road nach Tyabb und Frankston |                                |                               |                                                        |